# Cornelis Bega

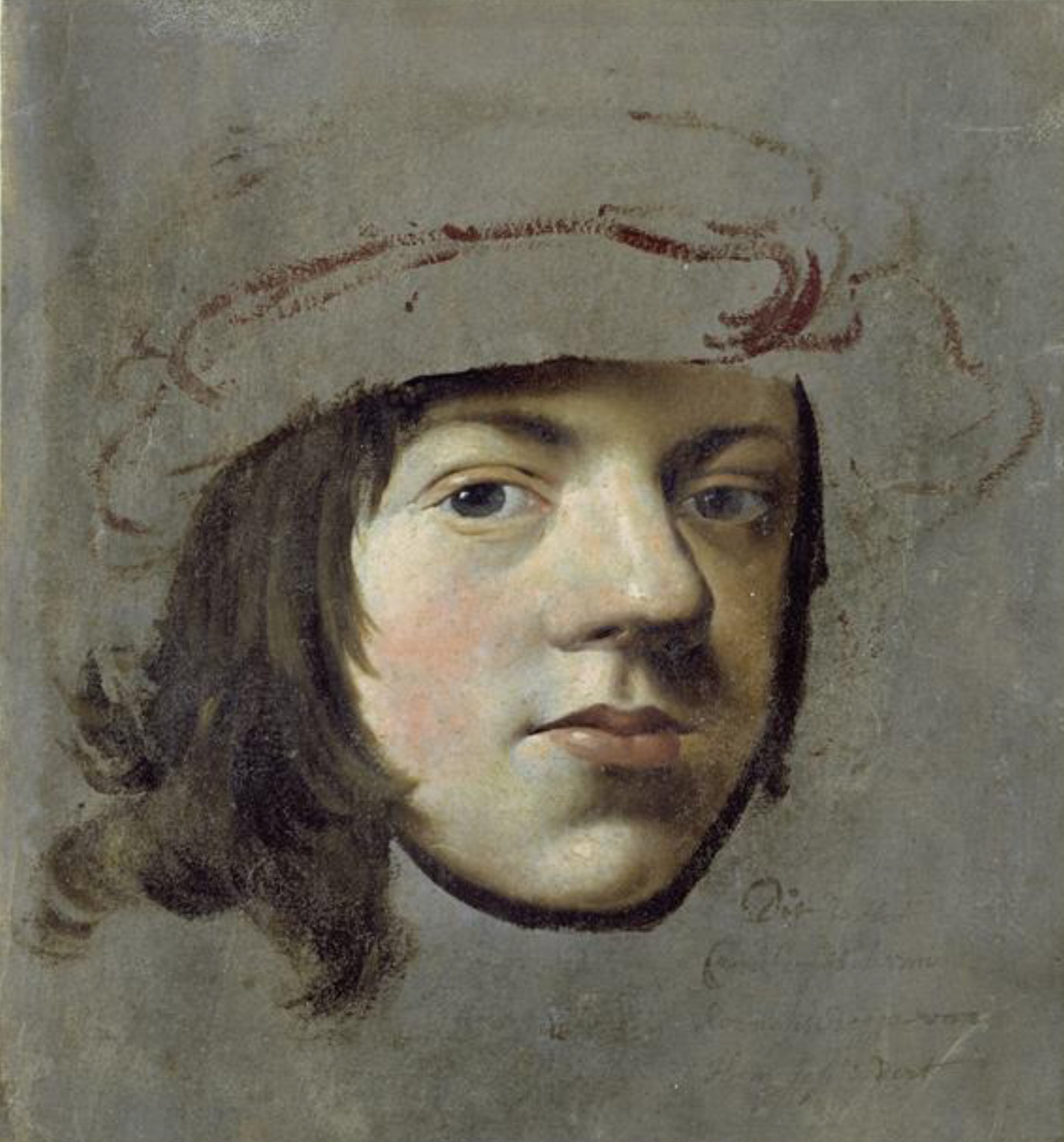
Autoritratto (realizzato prima del 1664)

Cornelis Pietersz Bega (Haarlem, 15 novembre 1620 – Haarlem, 27 agosto 1664) è stato un pittore e incisore olandese.

## Biografia
Ha vissuto e lavorato a Haarlem, fu il figlio dello scultore e orafo Pieter Jansz Begijn. Sua madre Maria era la figlia del pittore Cornelis van Haarlem. Assunse il nome Bega quando iniziò la professione. Era un allievo di Adriaen van Ostade, di cui ripeté con stile più pesante i temi e i caratteri, producendo in particolar modo scene dal soggetto simile, tipicamente gruppi di pochi contadini, spesso in ambienti interni (al Louvre si conserva un suo Interno rustico) o in scene familiari o figure fantasiose come The Alchemist o The Astrologer. Non disdegnò opere dal carattere umoristico-satirico, indirizzate soprattutto alla classe borghese del suo tempo, tra cui vanno ricordati Musicisti ambulanti, Museo di Haarlem, e Cattiva compagnia, Museo Stadel di Francoforte. 

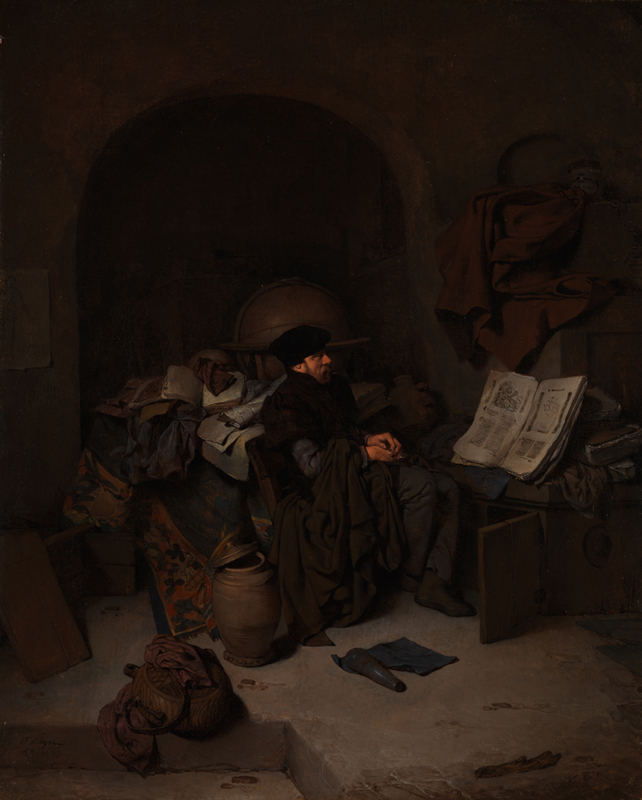
Astrologo, 1663 (Londra, National Gallery)

Dal 1653 al 1654 viaggiò a cavallo e in barca in un Grand Tour con i colleghi pittori Dirck Helmbreker, Vincent van der Vinne e Guillam Dubois attraverso la Germania, la Svizzera e la Francia. Questo viaggio fu registrato nei diari di Vincent van der Vinné e dà una visione precisa dell'arte nelle città visitate in quel periodo. 
La produzione delle sue opere datate ha inizio nel 1652 e nel 1654 entrò a far parte della Corporazione di San Luca. Morì dieci anni più tardi.
Se in un primo periodo perseguì toni caldi, proseguendo la carriera optò per colori sempre più freddi con una tonalità di fondo grigio-azzurra, e un rossiccio dominante per le figure. Lo stile delle sue incisioni fu in seguito riprodotto da molti scultori olandesi.
Da citare anche: la coppia di dipinti Suonatore di liuto e Suonatrice di liuto (1664-1665), che sono conservati agli Uffizi di Firenze; il dipinto l'Osteria (1651), al Museo di Augusta e l'Astrologo che è a Londra, alla National Gallery.